# Museu do Pão (Ilópolis)
Museu do Pão é uma instituição cultural instalada na edificação restaurada do antigo Moinho Colognese. Está localizado na cidade de Ilópolis-RS. 

## Moinho Colognese
A história do Moinho Colognese inicia-se muito tempo antes do edifício tomar este nome. Localizada na pequena cidade de Ilópolis, no Rio Grande do Sul, a edificação foi consrtuída pelo carpinteiro Garibali Bertuol, na década de 1930 para abrigar o Moinho Tomasini e Baú, que era de propriedade dos irmãos José e Biaggio Tamasini, Pedro e Antônio Baú, em terereno de propriedade dos últimos dois. O material de construção (cerne de Araucária angustifólia) foi fornecido pela serraria Araçá – Tomasini & Cia, que ficava localizada em Arvorezinha.
[...] o moinho fechou, o maquinário foi vendido. Carlos Colognese alugou o prédio e colocou um Armazém de secos e molhados, trabalhando por um período.

Em 21 de maio de 1953, o prédio foi adquirido pelos irmãos Ângelo, Savino, José Filho, Augusto e João Ernesto Colognese, montando novamente o moinho, com a denominação de Colognese & Cia; [...] a moagem de trigo e milho operando, também com descascador de arroz.
No final da década de 1990, depois da morte do moleiro, o moinho foi abandonado. A história do moinho retornou com a criação, em 2004, da Associação dos Amigos dos Moinhos do Alto Taquari, quando foram comprados o moinho e o terreno da esquina.

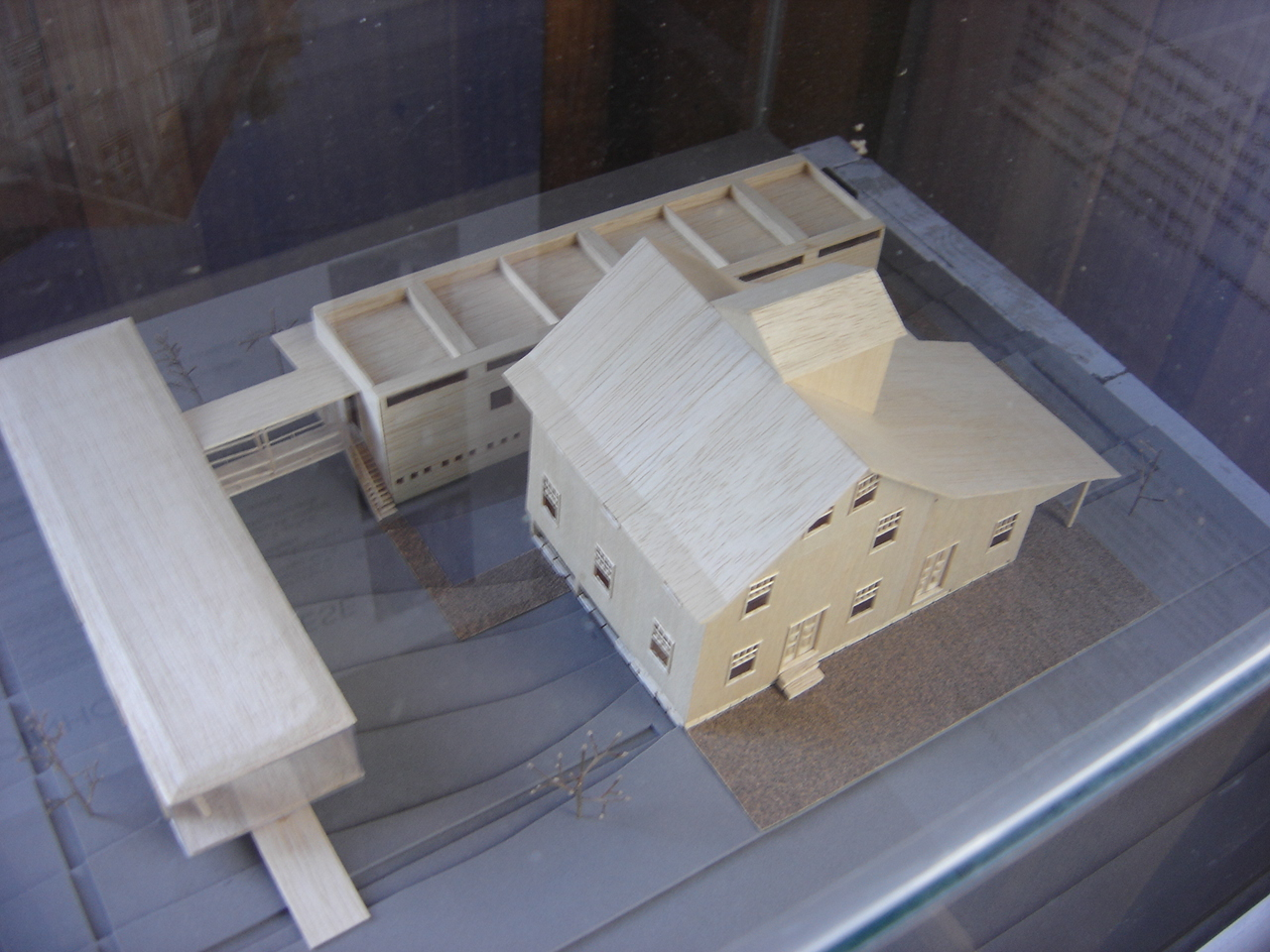
Maquete das edificações do Museu do Pão

A partir do levantamento do Moinho, conduzido pelo IPHAN e pela UCS, o projeto foi realizado pela equipe paulista do escritório Brasil Arquitetura, formada pelos arquitetos Francisco Fanucci e Marcelo Ferraz, com auxílio de Anselmo Turazzi. E restaurado através de um convênio com o IILA (Instituto Ítalo Latino Americano) e a UCS (Universidade de Caxias do Sul). Além das fachadas, todo o equipamento do moinho de milho foi recuperado. Não foi possível recuperar todo o maquinário do moinho de trigo (que é mais alto que o de milho).
Para complementar o moinho, foram criados dois outros volumes, que abrigam o Museu do Pão e a Escola de Panificação. A intenção dos arquitetos com essas duas edificações novas foi criar um modo de melhor utilizar o conjunto, propiciando uma maior integração com a comunidade local.
Além dos dois volumes adicionais, o anexo já existente (que antigamente armazenava os sacos de farinha) foi remodelado e passou a abrigar uma espécie de bodega.

## Museu do Pão
O espaço expositivo é completamente transparente, fechado com panos de vidro e protegido da incidência solar por painéis de madeira corrediços externos. Assim como o moinho, o museu flutua sobre palafitas conforme o terreno segue em seu leve declive. Sua cobertura, que se afina conforme se aproxima das bordas, também flutua sobre três pilares com delgados capitéis de madeira.
A grande árvore existente na lateral do lote da esquina foi mantida, assim como o caquizeiro entre as edificações. A imagem gravada sobre a lateral do edifício do museu ao primeiro olhar parece uma pichação nas fotos. Contudo, é o símbolo do Caminho dos Moinhos, gravado em baixo-relevo no concreto da lateral do volume.

### Restauração

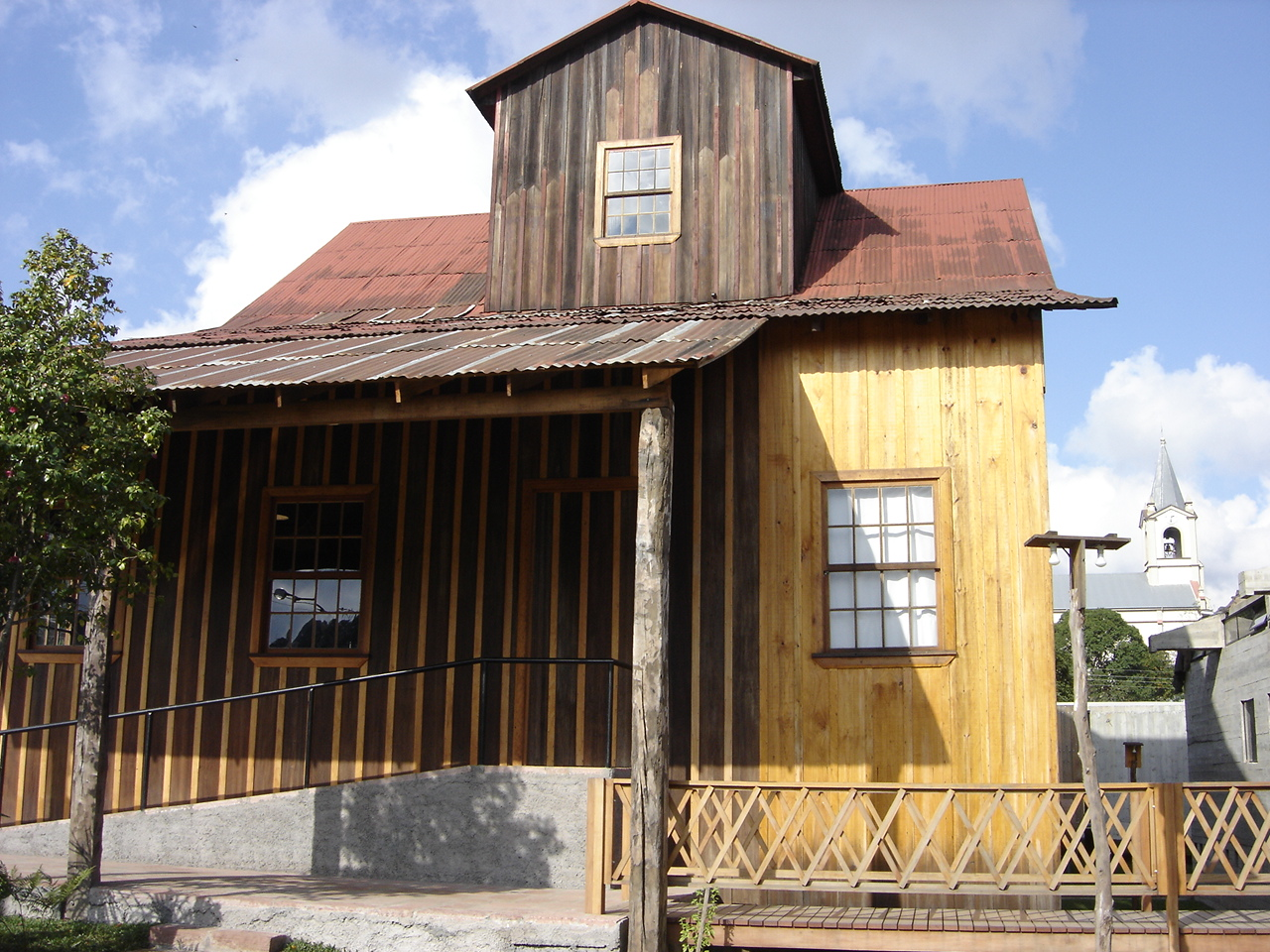
Lateral do antigo moinho depois de restaurado

O arquiteto Francisco Fanucci, que trabalhou com Lina Bo Bardi no projeto do SESC Pompéia, decidiu colocar alguns toques de alusão ao trabalho realizado na obra citada. Dessa forma surgiram as cerâmicas pintadas com o símbolo da Associação na Oficina de Panificação e o córrego artificial ao redor do conjunto. Os arquitetos também criaram postes de iluminação noturna para os jardins, inspirados em postes rústicos, que deviam ser comumente utilizados antigamente. E também uma gárgula para o telhado e um sistema de drenagem para os locais onde elas escoam as águas da chuva.
Boas soluções técnicas e de ventilação natural foram criadas para essa cozinha, que não pode receber ar-condicionado. A cobertura, ocupada por uma laje-jardim isolante sustentada por vigas transversais, não encontra as paredes longitudinais do prédio, formando, assim, dois longos vãos fechados por janelas basculantes por onde entra luz e se dissipa o ar quente. O ar frio, por sua vez, vem do úmido porão através de aberturas no piso.
Além disso, houve preocupação com a realização de um sistema de dutos para a limpeza da Oficina de Panificação, que percorre toda a extensão das bancadas de trabalho.